# Aitor López Rekarte
Aitor López Rekarte (né le 18 août 1975 à Arrasate, Guipuscoa) est un footballeur basque. Il évolue principalement au poste de défenseur latéral droit, mais peut également dépanner en tant que latéral gauche.

## Biographie
Ce joueur, pur produit du centre de formation de la Real Sociedad, a gravi un à un les échelons jusqu'à arriver en équipe première, où il deviendra un titulaire inamovible une décennie durant. Il finira même par devenir capitaine. En fin de saison 2007, il rejoint Almería pour une saison où il ne s'imposera pas réellement. Libre de tout contrat, il s'engage en deuxième division pour Eibar en mars 2009. À la fin de cette nouvelle saison, il se retrouve à nouveau sans contrat.

## Sélections nationales
Ce joueur compte une sélection avec l'Espagne, obtenu lors d'un match face à l'Écosse en septembre 2004. Il fut également appelé plusieurs fois en sélection basque.

## Lien de parenté
Il est le plus jeune frère de Luis María López Rekarte, également latéral droit et ancien joueur de la Real Sociedad et de la sélection espagnol.

## Palmarès
- Champion d'Europe des moins de 21 ans en 1998